# Casa de la Carnicería
La Casa de la Carnicería es un edificio ubicado en el lado sur de la plaza Mayor de Madrid. Se trata de un inmueble de cuatro alturas, estando rematado el último piso en forma de ático, con la planta baja porticada, y los laterales coronados por torres angulares.

## Historia
Tras los consejos en 1565, el corregidor Francisco de Sotomayor sugiere una casa dedicada exclusivamente a las operaciones de carnicería. La primera construcción se aborda en el lienzo meridional al construirse el edificio que albergó el depósito general de carnes desde el que se abastecía a los mercados de la villa. En el siglo XVI la venta de verduras se destinaba exclusivamente a los cajones instalados en la vecina Puerta de Sol. 
Aunque se desconoce la fecha exacta de la construcción del edificio actual, se cree que fue reconstruido completamente tras el primer incendio de la plaza Mayor en 1631, en que el costado sur de la plaza quedó destrozado y la fachada quedó totalmente inhabilitada. Para dicha reconstrucción se siguió el estilo de la Casa de la Panadería, que está situada justo enfrente. En la actualidad su fachada es homogénea con el resto de los edificios de la Plaza. Se distingue por dos chapiteles en la cubierta y la planta del ático levantada entre ambos.
A finales del siglo XIX, se convirtió en la sede de la Tenencia de Alcaldía y de la casa de socorro del distrito de la Audiencia.
Desde principios del siglo XX, se convirtió en Tercera Casa Consistorial, albergando distintas oficinas del Ayuntamiento, instalándose en 1918, en la Casa de la Carnicería, la recién creada Hemeroteca Municipal. Propiedad del Ayuntamiento de Madrid, su último uso fue como sede de la Junta Municipal del Distrito Centro de Madrid hasta 2008.